# Selección femenina de voleibol de Austria
La selección femenina de voleibol de Austria es el equipo femenino representativo de voleibol de Austria en las competiciones internacionales organizadas por la Confederación Europea de Voleibol (CEV), la Federación Internacional de Voleibol (FIVB) y el Comité Olímpico Internacional (COI). La organización de la selección está a cargo de la Asociación Austriaca de Voleibol (Österreichischer Volleyball Verband, OVV). A julio de 2023 el equipo se encontraba en la posición 37 del ranking FIVB.
El equipo ha participado en dos campeonatos mundiales, 1956 y 1962, obteniendo los puestos 15.° y 14.° (último) respectivamente. No ha calificado para ningún juego olímpico, Copa del Mundo, Grand Prix o Liga de Naciones; pero si ha participado en tres Campeonatos Europeos: 1958, 1693 y 1971, donde finalizó en 12.° (último), 12.° (anteúltimo) y 17.° (anteúltimo) puesto respectivamente. En 2018 quedó a un paso de calificar nuevamente a la competencia, pero en el último partido Suiza le arrebató el segundo lugar en el grupo B de la clasificación.
Hizo su debut en la Liga Europea de Voleibol en el año 2017, ganando sólo un partido en fase de grupos de la Liga de Plata. Sin embargo, en 2018 el equipo dio la sorpresa, avanzando a la final donde fueron derrotados por el anfitrión Suecia, ganando por primera vez una medalla en una competición europea. Este resultado le permitió disputar la Liga de Oro en 2019, donde formó parte del grupo B junto a Croacia, Hungría y Francia, quedando eliminado en fase de grupos tras finalizar tercero con dos victorias y cuatro derrotas. En 2021 volvió a la Liga de Plata, alcanzando la final para caer 3-2 ante Bosnia y Herzegovina.
En 2023 llegó nuevamente a la final de la Liga de Plata, donde cayó en tie-break ante la selección de Estonia en un partido cambiante con parciales de 31-33, 25-11, 13-25, 25-12 y 15-12.